# Johannes Mundhenk
Johannes Mundhenk (* 12. Juni 1909 in Düsseldorf; † 22. Juni 1986 in Dannenberg (Elbe)) war ein baptistischer Theologe, Philosoph und Altphilologe. Besondere Bekanntheit erlangte er durch seine Arbeiten über die Externsteine.

## Leben
Johannes Mundhenk wuchs in einer Pastorenfamilie auf. Sein Vater Hugo Mundhenk (1880–1945) und beide Großväter waren Baptistenprediger. Johannes kam in Düsseldorf zur Welt, wo der Vater ab 1907 Pastor der örtlichen Baptistengemeinde war. 1913 wechselte Hugo Mundhenk mit seiner Familie nach Göttingen und 1921 nach Kolberg (Pommern).
Johannes Mundhenk absolvierte das Kolberger Gymnasium mit dem Abitur und immatrikulierte sich zum Wintersemester 1931 am baptistischen Theologischen Seminar in Hamburg-Horn. Ein Jahr später setzte er seine theologischen Studien am baptistischen Regent’s Park College, das 1927 seinen Sitz von London nach Oxford verlegt hatte, fort. 1934/1935 wurde Mundhenk an der Evangelisch-Theologischen Fakultät der Eberhard Karls Universität Tübingen mit einer Dissertation zur Seelenlehre Thomas von Aquins promoviert. Da die Schrift auch bei der Katholisch-Theologischen Fakultät Tübingen Anklang fand, bot Arthur Schneider an, sie in einer von ihm herausgegebenen Schriftenreihe im Felix Meiner Verlag in Leipzig zu publizieren. Da dies aufgrund der „mißgünstigen Zeitverhältnisse“ nicht gelang, wurde die Arbeit erst 1980 auf Betreiben des Dominikaners Paulus Engelhardt unter dem Titel Die Seele im System des Thomas von Aquin vollständig veröffentlicht.
1935 begann Mundhenk seinen pastoralen Dienst als Zweiter Pastor der Baptistengemeinde Bochum mit dienstlichem Schwerpunkt in Hamme. Nach der Heirat 1943 mit Elfriede Thiele, Kriegsdienst in der Sowjetunion und Kriegsgefangenschaft 1945/1946 in Frankreich war Mundhenk von 1946 bis 1951 Dozent am Theologischen Seminar des Bundes Evangelisch-Freikirchlicher Gemeinden, das, 1943 ausgebombt, vorübergehend in der Bibelschule Wiedenest untergebracht war und erst 1948 nach Hamburg-Horn zurückkehren konnte. Im Berichtsheft über die Bundesrats-Tagung des Bundes Evangelisch-Freikirchlicher Gemeinden in Deutschland […] (4. bis 7. September 1947) heißt es: „Bei der Eröffnung des neuen Schuljahres am 3.9. 1946 wurde Br[uder] Mundhenk in sein neues Amt als Lehrer des Predigerseminars eingeführt. In ihm hat das Seminar einen sehr tüchtigen Lehrer und liebevollen Mitarbeiter gewonnen. Br[uder] Mundhenk übernahm zunächst [die Fächer] Kirchengeschichte und Neutestamentliche Theologie, sowie Philosophie und Griechisch“.
Ab 1951 war Mundhenk als Lehrer für alte Sprachen und Russisch an Hamburger Gymnasien tätig. Bedeutsam sind Mundhenks Forschungen zur Geschichte der Externsteine, die 1980–1983 in vier Bänden veröffentlicht wurden. Sein Nachlass zu diesem Forschungsgebiet befindet sich im Landesarchiv Nordrhein-Westfalen Abteilung Ostwestfalen-Lippe in Detmold.

## Veröffentlichungen (Auswahl)
- Die Begriffe der „Teilhabe“ und des „Lichts“ in Psychologie und Erkenntnislehre des Thomas von Aquin. Konred Triltsch, Würzburg 1935 (zugleich Dissertation, Universität Tübingen).
- Die Bibel und das Judenproblem (Predigtvortrag). In: Hilfsbote. 2. Halbjahresband 1939, S. 27–32.
- Der Ertrag zweier an den Papst gerichteter Suppliken von 1429/30 für die Geschichte der Externsteiner Kapelle. In: Westfälische Zeitschrift. Band 126/127, 1976/1977, S. 201–227 (PDF; 14,7 MB).
- Die Seele im System des Thomas von Aquin. Ein Beitrag zur Klärung und Beurteilung der Grundbegriffe der thomistischen Psychologie. Felix Meiner, Hamburg 1980.
- Forschungen zur Geschichte der Externsteine (= Lippische Studien. Bände 5–8). 4 Bände. Wagener, Lemgo 1980–1983, ISBN 3-921-42831-9.